# Murila
Murila, també anomenat Maurila o Mavula, va ser un religiós hispanovisigot, bisbe de Palència vers 587 i 606.
Sacerdot de fe arriana, i pel seu nom possiblement de llinatge got. Està documentat des del 587/588, és el primer bisbe palentí a partir del qual hi ha dades històriques ben constatades. Això el diferencia dels bisbes anteriors esmentats per autors com Pedro del Pulgar o Enrique Flórez a partir de supòsits i d'indicis. Hauria estat nomenat pel rei Leovigild, a la força segons apunta Flórez en contra dels fidels i prelats catòlics de Palència. Després, durant el regnat de Recared, va ser present al III Concili de Toledo (589), on va ser un dels bisbes que va abjurar de la fe arriana. A les actes conciliars apareix com Valentinae ecclesiae episcopus, una falta de la tradició manuscrita, doncs al concili hi consten tres bisbes com a valencians i hi manca el de Palència. En tot cas, l'existència d'un bisbe anomenat Murila és coneguda gràcies al testimoni indubtable d'Ildefons de Toledo, que va afirmar que Conanci va ser el seu successor a la seu palentina. Signatari de les actes conciliars, apareix en el segon lloc d'entre els 56 bisbes sufraganis de Toledo, fet que demostra la seva antiguitat. Hom ha afirmat que va continuar al càrrec fins al 606/607, que el succeeix amb poca diferència Conanci, i no pas un suposat bisbe Tonanci, de fet la mateixa persona, confusió creada per males versions de les actes conciliars, present al IV Concili de Toledo i no al III.